# 第12軍団 (ウクライナ陸軍)
第12軍団（だい12ぐんだん、ウクライナ語: 12-й армійський корпус）は、ウクライナ陸軍の軍団。陸軍司令部隷下。

## 概要

### ロシアのウクライナ侵攻
2024年11月、ロシアのウクライナ侵攻の影響に伴い、既存の第9、第10、第11軍団に次ぐ軍団として編成中だったが、ウクライナ軍は旅団の上級単位が作戦戦略集団（OSUV）、作戦戦術集団（OTU）、戦術集団（OG）、軍団など雑多になり指揮統制に混乱が生じていたため、軍団制に一本化され既存軍団と共に戦闘軍団に再編されることとなった。

## 編制
2025年時点での編制は以下のとおり。
陸軍所属
- 独立大統領旅団
- 第41独立機械化旅団

領土防衛隊所属
- 第112独立領土防衛旅団
- 第118独立領土防衛旅団
- 第120独立領土防衛旅団

国家親衛隊所属
- 第19独立旅団
- 第25独立治安維持旅団（ウクライナ語版）
- 第27独立旅団
- 第28国家重要施設防護連隊
- 第31独立連隊（ウクライナ語版）